# Otto Rung
Otto Christian Henrik Rung (født 16. juni 1874 København, død 19. oktober 1945 ligeledes i hovedstaden) var en dansk jurist, embedsmand, forfatter og manuskriptforfatter, søn af Georg Rung.

## Liv og gerning
Efter at have taget studentereksamen og juridisk embedseksamen i 1900 beklædte Rung en stilling som protokolfører i kriminalretten. 
Hans første bog var romanen Det uafvendelige fra 1902. Siden fulgte en række romaner: Sidste Kamp fra 1904, Den hvide Yacht fra 1906, Desertører fra 1908, Skyggernes Tog fra 1909 samt et 1910 på Det Kongelige Teater opført skuespil »Broen«. Fælles for alle Rungs arbejder var en sky for det vedtagne og en trang til at lodde ned i det ubevidste sjæleliv. Han kan derved til tider blive uklar og sær, men kan også give det helt udmærkede og forbavsende; i hvert fald rummer Rungs bøger i reglen et større og friere syn end de fleste af hans samtidiges. 
Rung var særdeles produktiv og udgav i årene 1912-14) tre vigtige bøger: Lønkammeret, Den lange Nat og Den store Karavane, en samtidsroman fra Egypten, en mærkelig blanding af noget ydre sensationelt og intimt sensibelt. De samme træk prægede romanen Paradisfuglen (1918) som senere blev opført som skuespil. I denne roman forenes en skarp iagttagelsessans for den lille virkelighed med en forfinet æstetik; og i ikke mindre grad genfindes de i den under eftervirkning af krigstidens spil tilblevne roman Da Vandene sank fra 1922. 

## Hædersbevisninger
Otto Rung modtog Drachmannlegatet i 1922, Ridderkorset i 1931 og Holberg-medaljen i 1943. Otto Rungs Forfatterlegat, stiftet i 1960, er opkaldt efter forfatteren. Desuden var han uddeler af Otto Benzons Forfatterlegat fra 1930 til 1936. Han er begravet på Frederiksberg Ældre Kirkegård.